# Clinus musaicus
Clinus musaicus es una especie de pez del género Clinus, familia Clinidae. Fue descrita científicamente por Holleman, von der Heyden & Zsilavecz en 2012.
Se distribuye por el Atlántico Suroriental: Sudáfrica. La longitud estándar (SL) es de 18,3 centímetros. Puede alcanzar los 10 metros de profundidad.
Está clasificada como una especie marina inofensiva para el ser humano.